# Simón Bolívar Sánchez Carrión
Simón Bolívar Sánchez Carrión (* 24. Dezember 1971 in Olmedo, Provinz Loja) ist ein ecuadorianischer römisch-katholischer Geistlicher, Erzbischof und Diplomat des Heiligen Stuhls.

## Leben
Simón Bolívar Sánchez Carrión studierte Philosophie und Theologie und empfing am 13. September 1995 das Sakrament der Priesterweihe für das Bistum Loja.
Er absolvierte die Päpstliche Diplomatenakademie und erwarb einen Abschluss in Kanonischem Recht. Zum 1. Juli 2006 trat er in den diplomatischen Dienst des Heiligen Stuhls ein. Er war in den Nuntiaturen in Trinidad und Tobago, Bolivien, Malta und Libyen, Uruguay sowie in Serbien eingesetzt, zuletzt im Rang eines Nuntiaturrats. Papst Benedikt XVI. verlieh ihm am 7. Juli 2009 den Ehrentitel Päpstlicher Ehrenkaplan. Am 13. Dezember 2019 ernannte ihn Papst Franziskus zum Päpstlicher Ehrenprälaten.
Papst Franziskus ernannte ihn am 15. Oktober 2024 zum Titularerzbischof pro hac vice von Rosella und zum Apostolischen Nuntius in Honduras. Die Bischofsweihe spendete ihm Kurienerzbischof Luciano Russo am 11. Januar des folgenden Jahres in der Kathedrale von Loja. Mitkonsekratoren waren der Bischof von Loja, Walter Jehowá Heras Segarra OFM, und der Erzbischof von Guayaquil, Luis Gerardo Kardinal Cabrera Herrera OFM.